# 로버트 해드필드

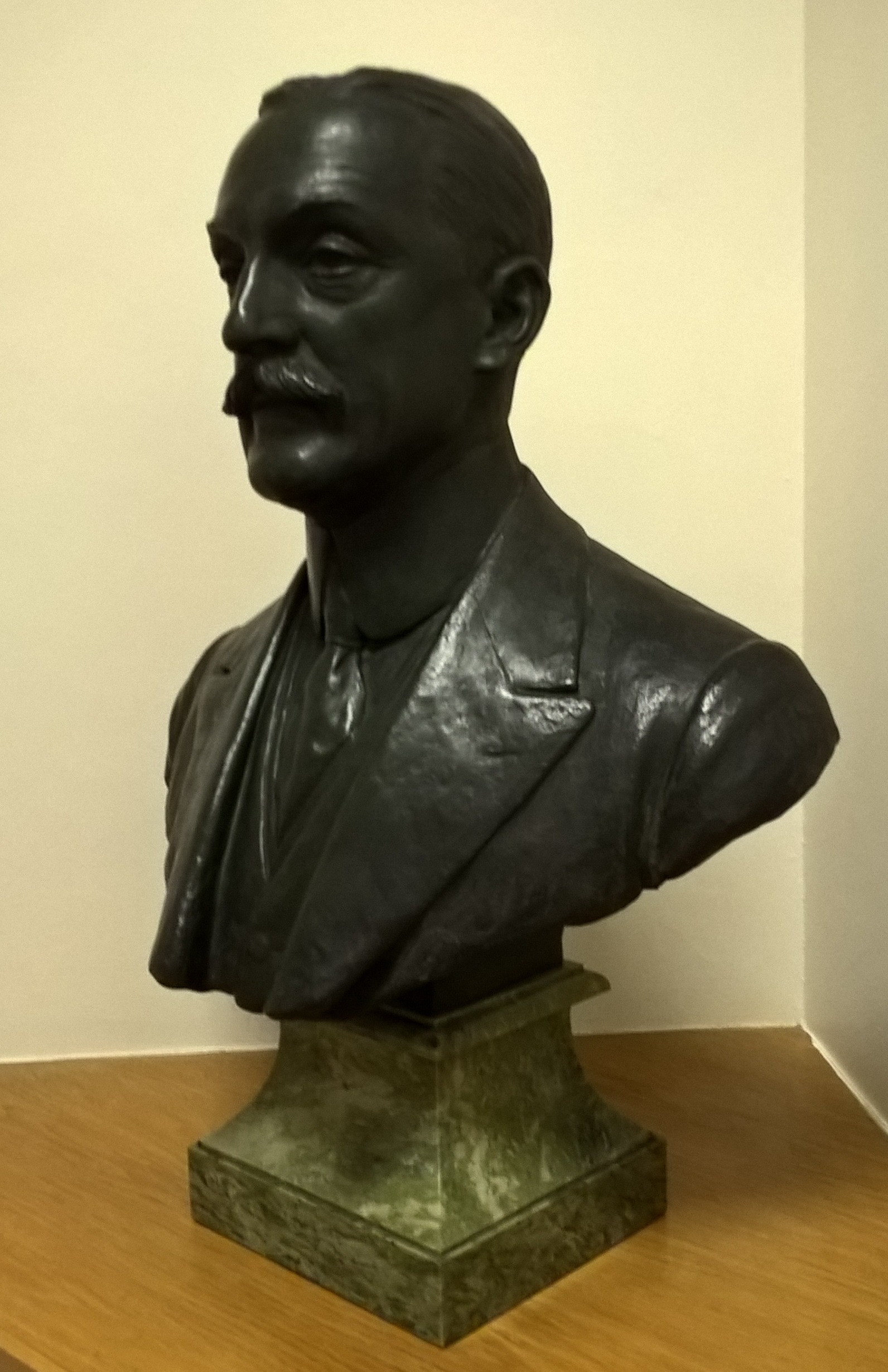

로버트 해드필드(Robert Hadfield, 1858년 11월 28일 ~ 1940년 9월 30일)는 잉글랜드인 금속공학자이다. 1882년 최초의 강합금의 하나인 마그네슘강을 발견했다. 처음에 수학적 특성에 기인하여(1886년 특허) 실리콘강도 발명했으며 용수철 등의 물질에 사용되었으며 이후 자기적 동작을 위한 전기적 응용에 중요한 역할을 하게 되었다.